# والیبال قهرمانی جوانان آسیا ۲۰۱۲
مسابقات والیبال قهرمانی جوانان پسر آسیا ۲۰۱۲ شانزدهمین دوره مسابقات والیبال قهرمانی جوانان پسر آسیا ششم تا چهاردهم مهرماه ۱۳۹۱ به میزبانی شهر ارومیه در کشور ایران انجام شد.

## تیم‌ها
این دوره از مسابقات با شرکت تیم‌های ایران، هند، استرالیا، چین، ژاپن، کره جنوبی، افغانستان، تایلند، ازبکستان، قزاقستان، ترکمنستان، سریلانکا و چین تایپه برگزار شد.
والیبال ایران دومین تیم پرافتخار مسابقات این گروه سنی پسران (جوانان) قاره کهن آسیا است که چهار عنوان قهرمانی، دو مدال نقره و یک مقام سومی جمعاً هفت مدال، ره آورد جوانان پسر ایران از این رقابت‌ها است.
جمهوری اسلامی ایران میزبانی شش دوره این مسابقات در تهران را نیز در پرونده کاری خود داشت. تهران میزبان این رقابت‌ها در سال‌های ۱۹۹۲، ۱۹۹۸، ۲۰۰۰، ۲۰۰۲، ۲۰۰۶ و ۲۰۰۸ بوده است.

## گروه‌ها
| Pool A                                                  | Pool B                                           | Pool C                                       | Pool D                                             |
| ------------------------------------------------------- | ------------------------------------------------ | -------------------------------------------- | -------------------------------------------------- |
| ایران (Host & ۲nd) · قطر (۸th) * · ترکمنستان · استرالیا | ژاپن (۱st) · تایلند (۷th) · افغانستان · سری‌لانکا | هند (۳rd) · تایوان (۶th) · ازبکستان · کویت * | چین (۴th) · کرهٔ جنوبی (۵th) · قزاقستان · پاکستان * |